# Gay village

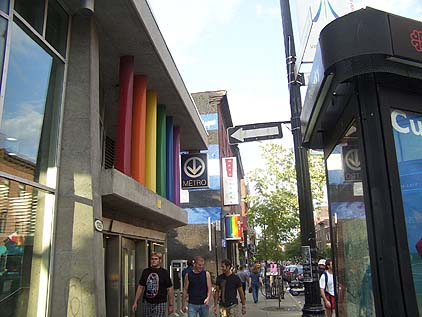
Stacja metra Beaudry w gay village w Montrealu

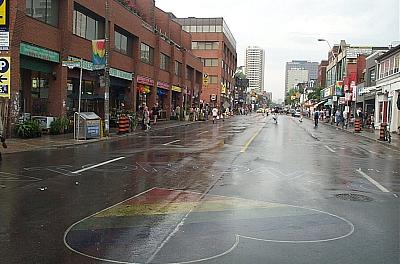
Jedna z ulic dzielnicy Church and Wellesley w Toronto

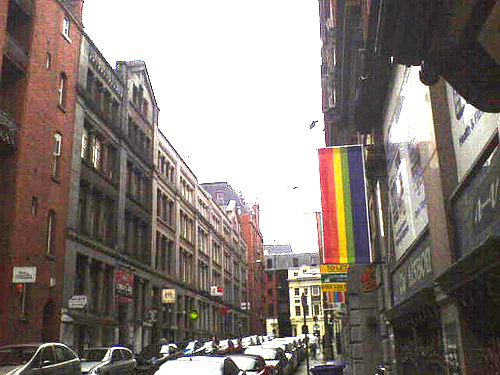
Liverpool Gay Quarter, ulica Stanleya

Gay village (ang. gay „gej”, village „wioska”) – części miast w USA i Kanadzie o dużej koncentracji osób LGBT i firm określających się jako gay-friendly.

Gay village daje osobom LGBT możliwość zamieszkania w przyjaznym środowisku i życia bez strachu. Na terenie gay village znajdują się gejowskie bary, nocne kluby gejowskie oraz przyjazne osobom LGBT sale treningowe, restauracje, księgarnie itp. Gay village propagując wartości środowiska LGBT poszerzają spektrum kulturowe miasta. W miastach niechętnych mniejszościom seksualnym obszary te stanowią enklawy przyjazne osobom LGBT.

## Semantyka i geneza nazwy
W języku angielskim gay village oznacza dosłownie gejowską wioskę, przy czym słowo gay ma tu również konotację ze słowem wesoły i określa w tym języku homoseksualnych mężczyzn i kobiety. W tym kontekście używa się również określeń gay neighborhood lub slangowego gayborhood, czyli dosł. gejowskie sąsiedztwo. Inne stosowane określenia to: gaytown, gayville, queer quarter, gay-to lub gay ghetto, przy czym te ostatnie bywają czasem odbierane pejoratywnie. Nazwa gay village jest stosowana najczęściej i przyjęła się jako międzynarodowe określenie.
Określenie gay village wzięło się od nazwy Greenwich Village, jednej z dzielnic Nowego Jorku, będącej w 1969 roku tłem zamieszek nazwanych Stonewall riots, które wybuchły na tle prześladowań mniejszości seksualnych. Green Village uznawana jest za pierwszą otwarcie gejowską dzielnicę.

## Historia amerykańskich dzielnic

### Miejskie getta lat 60. i 70. XX wieku

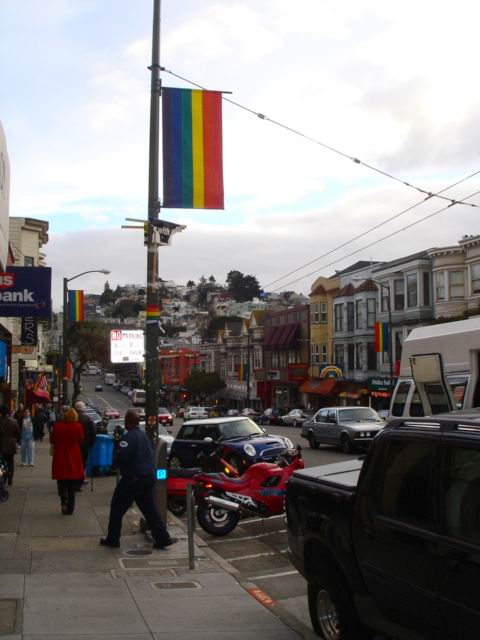
Tęczowa flaga na ulicy dzielnicy Castro w San Francisco

W historii XX wieku terminem getto określano zamknięte obszary miast zamieszkane przez różne grupy uważane za wyjęte z głównego nurtu społecznego lub żyjące poza normą takie jak biedota, geje i lesbijki, mniejszości rasowe, włóczędzy, prostytutki lub Cyganie. Ze względu na zatłoczenie i zagęszczenie zabudowy pewne dzielnice oceniane jako gorsze bywały miejscami, które skupiały również mniejszości seksualne. Z jednego punktu widzenia, obszary te były miejscami marginalizowanymi i często tworzonymi przez homofobiczne heteroseksualne społeczności, zaś z innej perspektywy miejscami schronienia, gdzie członkowie mniejszości seksualnych mogli korzystać z bezpiecznej koncentracji oraz niedyskryminujących ich zasobów i usług (podobnie jak robiły to inne mniejszości).
W niektórych miastach, geje i lesbijki gromadzili się otwarcie w miejscach, z którymi ich identyfikowano, w innych pozostawali rozproszeni w okolicach, z którymi nie kojarzono ich tak wyraźnie ze względu na powszechną obecność liberalnych i kontrkulturowych postaw. Przykładowo gejów i lesbijki w San Francisco gromadziła gay friendly okolica Castro, w Seattle koncentrowali się w starych cygańskich rejonach Capitol Hill, w Montrealu w miejscu określanym administracyjnie jako Centrum-Sud lub popularnie „Le Village”, a w Vancouverze zachodnia część centrum miasta, tzw. „West End” w trójkącie ulic Denman, Davie i Thurlow. Okolice te miały wyższą koncentrację gejowskich mieszkańców i firm niż otaczające je sąsiedzkie dzielnice. Warto przy tym zauważyć, że współczesna gay village w większości zupełnie nie przypomina getta z lat 70. XX wieku.

### Nowojorska dzielnica i zamieszki 1969 roku
W roku 1965 w USA zostały zalegalizowano lokale gejowskie, choć początkowo nie przyznawano im koncesji na sprzedaż alkoholu. Lokale takie powstawały zazwyczaj tam, gdzie istniały już zawiązki gejowskiej infrastruktury, np. w pobliżu popularnego zakładu fryzjerskiego prowadzonego przez gejów. Ci, by nie marnować czasu na dojazdy, mieszkali w pobliżu. Wkrótce obok otwierały się inne punkty usługowe nastawione na tych samych klientów, przy nich wkrótce również gastronomia, najpierw mała, potem większa. Istotnym czynnikiem były pewne trudności komunikacyjne wielkich metropolii oraz fakt, że duże skupiska miejskie zapewniają na tyle odpowiedni poziom anonimowości i różnorodności, by możliwe stało się w nich budowanie społeczności nie bazującej na tradycyjnych modelach rodzinnych.
Taką dzielnicą stało się nowojorskie Greenwich Village. Wspomniane zamieszki pod pubem Stonewall 28 czerwca 1969 roku zastały dzielnicę już na tyle zintegrowaną, by trzydniowa bitwa z policją mogła zostać wygrana. Wydarzenie to zwróciło uwagę gejom i lesbijkom na możliwości, jakie stwarza istnienie ich zwartych dzielnic. W Nowym Jorku po raz pierwszy realnie wywalczono sobie fragment przestrzeni publicznej, a przykład zaraził wkrótce kilkanaście wielkich miast w Stanach Zjednoczonych. Geje zaczęli organizować się w ruch społeczny – „przyjęto strategię: z barów na ulice, z zakamarków życia nocnego na światło dzienne, od dewiacji seksualnej ku alternatywnemu stylowi życia”, co stanowiło kluczowy moment dla powstawania gay villages, od którego w Ameryce datuje się ich powstawanie.

### LGBT w procesie gentryfikacji

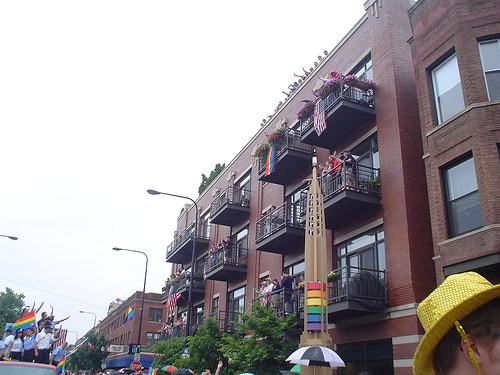
Boystown w Chicago

Socjologia i urbanistyka zauważają znaczący wpływ gejów na proces zmian w dużych metropoliach, przypisując środowiskom LGBT cechę gentryfikacji terenów miejskich przejętych przez nich zarówno na etapie pewnego rozwoju, z już istniejącą zabudową i infrastrukturą, jak i tych zasiedlanych w początkowym stadium urbanizacji.
Powstawaniu gay villages w miastach USA i Kanady sprzyjały pewne procesy ekonomiczne zaobserwowane w latach 70. XX wieku. Przemysł ciężki tych miast restrukturyzował się: częściowo odpływał do krajów Trzeciego Świata z powodu znacznie tańszej siły roboczej, częściowo przenosił się na przedmieścia, gdzie tańsze było utrzymanie fabryk ze względu na ceny gruntu, niższe podatki i koszty pracy. Robotnicy przemysłowi wraz z rodzinami znaleźli się również na obrzeżach miast, w pobliżu swoich fabryk.
Zjawiskiem masowym stała się społeczna polaryzacja struktury ludnościowej, gdyż równolegle z tym procesem rozwijał się sektor usługowy i wdrażano wysokie technologie (hi-tech), a rozwój elektroniki usprawniał łączność i możliwości zarządzania. W takiej sytuacji biura wielkich firm i zakładów produkcyjnych nadal znajdowały się w centrach wielkich miast. Dla redukcji kosztów zatrudniano w nich często pracowników na niepełne etaty lub korzystano z outsourcingu. Taki system pracy okazał się dobrą propozycją dla młodych, mobilnych ludzi z prowincji, którym odpowiadały nawet nisko płatne stanowiska, aby tylko „zaczepić się” w wielkim mieście. Okazało się też, że w tej grupie spory odsetek stanowią geje i lesbijki, którym bardziej odpowiadały stwarzające się w centrach warunki pracy i rozrywki. Za tą falą emigracyjną napłynęli ci o specjalistycznym wykształceniu oraz ludzie wolnych zawodów, którym bardziej odpowiadało mieszkanie wśród innych gejów. Bliżej tu było do gejowskiego lokalu, do popularnych gejowskich miejsc spotkań i tak otwierały się w okolicy gabinety gejów-lekarzy, terapeutów, biura gejów-prawników. Druga gejowska grupa emigracyjna była już bardziej zamożna i mogła wiele więcej wydać, w związku z czym odegrała dużą rolę w gentryfikacji obszarów śródmiejskich. Za najbardziej spektakularną uchodzi rola gejów w odbudowie i rozwoju San Francisco, które tylko dzięki temu rozrosło się w latach 70. XX w. do obecnych rozmiarów.

### Współczesne dzielnice w metropoliach

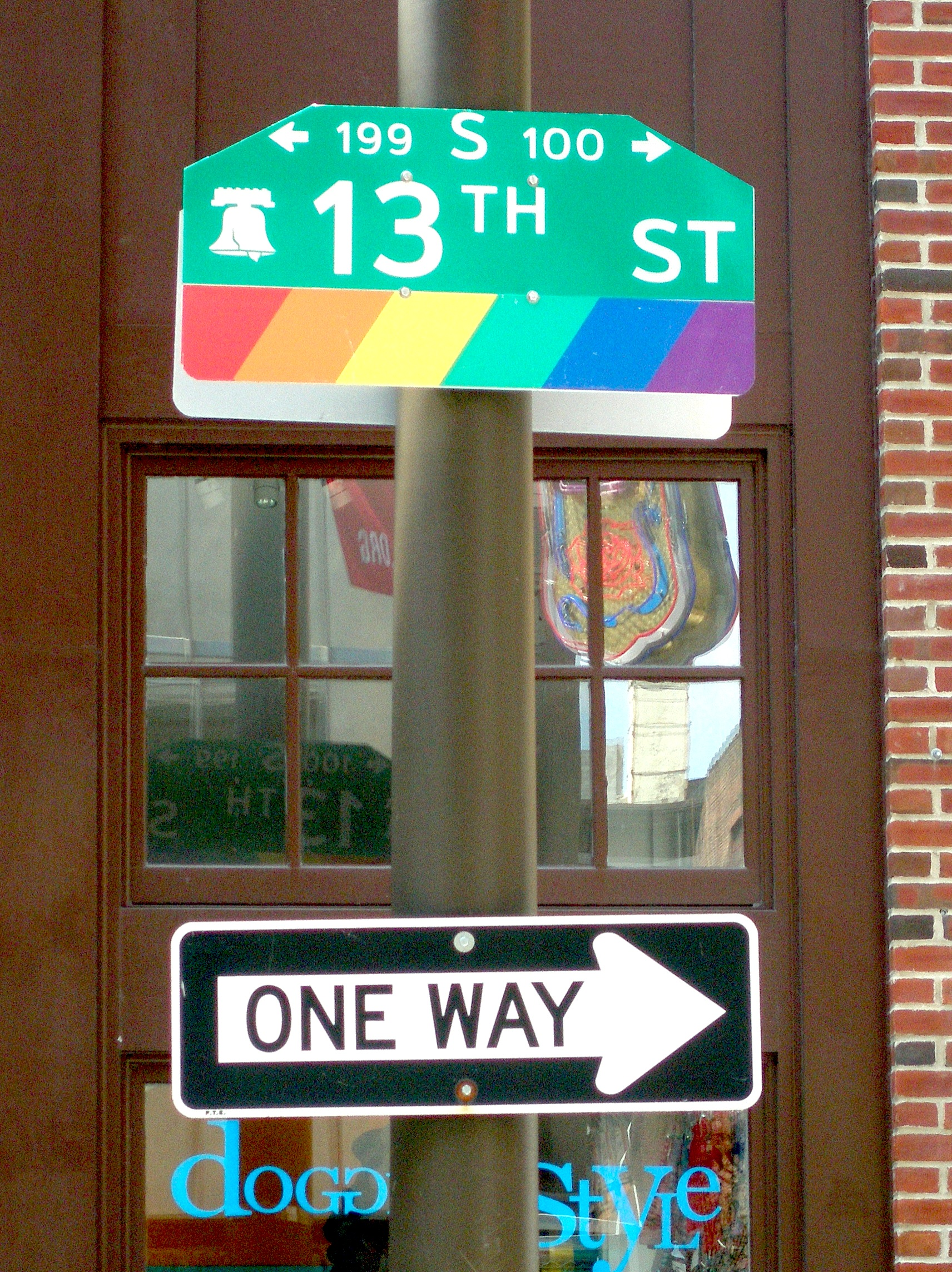
Gayborhood w Filadelfii

O lokalizacji gay villages współdecydowało wiele czynników, wśród których ważnym było otwarcie miejscowych przedsiębiorców oraz zwykłych mieszkańców na kulturę różnorodności. Taka postawa obok akceptacji dla LGBT często idzie w parze z ogólnym potencjałem i przedsiębiorczością społeczeństw. Wydaje się, że stabilności starych dużych dzielnic gejowskich powstałych w latach 70. i 80. XX wieku nic nie jest w stanie zachwiać, a na prowincji, w mniejszych miastach takie organizmy nigdy nie powstaną. Można więc uznać, że obecna liczba ok. 50 wielkich skupisk gejów na świecie jest ostateczną reprezentacją. Od początków powstania obserwuje się przy tym ich umacnianie i rozrost.
Współczesne dzielnice gejowskie to często propozycje dla zamożnych gejów. Taki profil mieszkańców nie odzwierciedla jednakże całościowo struktury majątkowej LGBT, również w Ameryce. Krytycy w samym środowisku gejowskim podkreślają, że różowym dzielnicom pozwala się istnieć o tyle, o ile wypracowują one odpowiednio wysokie zyski, a gay village to wynalazek służący bogatemu gejowi rasy białej. Tak przedstawiany wizerunek gay village fałszuje obraz całości społeczności LGBT, kamuflując istnienie gejów dalekich od zamożności, podobnie jak kolorowych, biseksualistów i transseksualistów. Zauważa się przy tym, że często w miarę postępu procesu gentryfikacji stara gay village robi się coraz bardziej ekskluzywna. Dla niektórych jej mieszkańców staje się zbyt droga, więc wyprowadzają się w tańsze rejony, które z czasem przekształcają się w następną, satelicką dzielnicę gejowską. To dlatego w niektórych metropoliach istnieje kilka gay villages (w Los Angeles jest ich pięć).

## Konsumeryzacja
Społeczności gejowskie mają znacznie większy wpływ na gentryfikację danej przestrzeni miejskiej niż np. mężczyźni heteroseksualni – bo zarabiają równie dobrze, a często nawet więcej. Nie mają obciążeń rodzinnych, więcej wydają, także na dobra luksusowe, wspierając tym samym infrastrukturę. Wydatki tradycyjnych rodzin i par heteroseksualnych skupiają się na gospodarstwie domowym i na dobrach niedrogich i powszechnych, często z pominięciem sektora turystyki, kultury itp. Z tych powodów dzielnice zamieszkane przez LGBT są terenami wzmożonej konsumpcji, rynkami sui generis. Konsumpcja ta dodatkowo znacznie wzrasta podczas organizowanych tam masowych imprez środowiskowych – różnego rodzaju parad, outgames i gay games – które przyciągają turystów. Rosnące uznanie wartości ekonomicznej społeczności homoseksualnych jest nie tylko związane z ich siłą nabywczą, ale także z rolą, jaką lesbijki i geje odegrali (i odgrywają nadal) w rewitalizacji obszarów miejskich.
W przypadku gay villages szybko nastąpił efekt konsumeryzacji. Dla pragmatycznych władz miejskich dzielnice te stały się pożądanym elementem przynoszącym do budżetu poważny dochód. Postrzeganie miasta jako gay friendly bywa istotnym elementem turystycznego marketingu, jak w przypadku norweskiej stolicy Oslo czy Le Mans we Francji, Berlina czy Nova Iguaçu w Brazylii. W niektórych próbowano nawet podjąć się sztucznego tworzenia dzielnicy gejowskiej dla przyciągnięcia pink dolarów. W roku 2004 władze Oakland w północnej Kalifornii starały się stworzyć gay village w zdewastowanej części miasta, próbując odciągnąć zyski z rozrywki i handlu z sąsiadującego z nim San Francisco. Projekt osiągnął umiarkowany sukces. Niektórzy krytycy twierdzą, że poziom akceptacji dla LGBT w Oakland jest wyższy niż w innych miastach, co zanegowało potrzebę istnienia scentralizowanej gay village.

## Gay villages w Europie

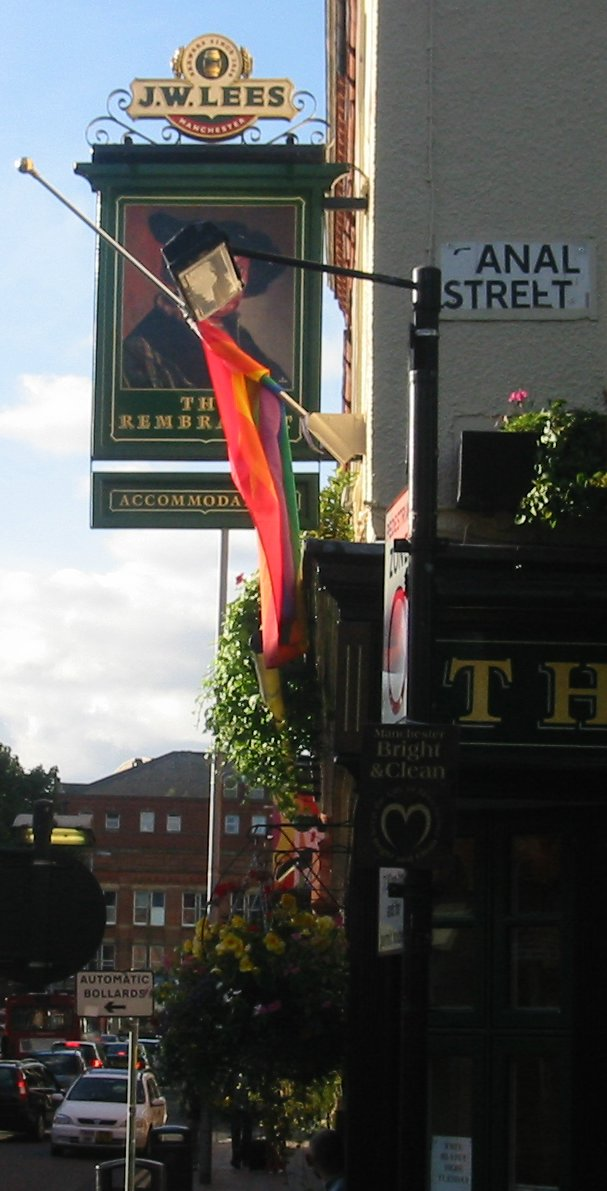
Litera C na tabliczce z nazwą ulicy Canal Street bywa dla żartu zasłaniana, przez co napis głosi Anal Street

Idea gay village jest typowo amerykańska. W Europie przyjęła się w dość ograniczonym zakresie – w przeciwieństwie od Amerykanów, wydaje się, że Europejczycy raczej tylko odwiedzają dzielnice gejowskie w celach rozrywkowych, a mieszkać wolą z dala od nich, w spokojniejszym otoczeniu. W wydaniu europejskim dzielnica gejowska to raczej tylko skupisko lokali i sex shopów, niż miejsca do zamieszkania. Na starym kontynencie gejowska gentryfikacja nigdy nie zaistniała w takiej skali jak w Ameryce.
Po jednej takiej dzielnicy posiadają niektóre stolice europejskie: Londyn, Berlin, Amsterdam. Ponadto dzielnice te to wciąż bardziej skupiska gejowskich lokali, niż miejsca zamieszkania gejów. W niektórych miastach, takich jak Sztokholm czy Kopenhaga, nie istnieją żadne ustalone dzielnice gejowskie, częściowo ze względu na różną dynamikę społeczną tych miast (mniej segregacji społecznej w mieście), ale także ze względu na wcześniejszą dużą społeczną akceptację dla homoseksualistów. Niemniej jednak istnieją w europejskich miastach miejsca, które były historycznie znane jako miejsca spotkań gejów, takie jak Södermalm w Sztokholmie, których charakter jest nieco kontrkulturowy, mimo że wśród mieszkańców nie przeważają osoby LGBT.
W Europie natomiast częstym zjawiskiem jest funkcjonowanie miejscowości wypoczynkowych, które zdobywają sobie uznanie w środowisku LGBT jako przyjazne gejom. Dzięki turystyce gejowskiej kurorty te bogacą się zdobywając międzynarodową klientelę. Należą do nich m.in. wyspa Mykonos w Grecji czy Gran Canaria i Sitges w Hiszpanii. O klientów LGBT dba również Manchester mający skupisko lokali rozrywkowych w okolicy ulicy Canal Street.

## Polskie dzielnice gejowskie
W polskich realiach nie istnieją dzielnice gejowskie, nawet tak skromne, jak te w innych europejskich miastach. Powodem może być choćby to, że w Polsce lokale gejowskie powstają dopiero od początku lat 90. XX w. i tylko nielicznym z nich udało się przetrwać dłużej niż 3-4 lata. Mimo to jeszcze w czasach Polskiej Rzeczypospolitej Ludowej niektóre dzielnice kilku dużych miast uchodziły za bardziej gejowskie. Za takie uważano osiedle Za Żelazną Bramą w Warszawie czy osiedle Teatralne w Nowej Hucie, trudno jednak wskazać źródła takich opinii.

## Gay village w filmie
Dzielnice typowo gejowskie pojawiły się w kilku filmach na początku XXI wieku. Gay village stanowi wyraźne tło w serialach Queer as Folk – w brytyjskiej wersji jest nim Manchester, zaś w amerykańskiej miasto Pittsburgh w stanie Pensylwania. W melodramatycznym Dni ostatnie bohaterowie mieszkają w dzielnicy Los Angeles, w którym możesz być nieszczęśliwy tylko, gdy się spieczesz za mocno. W nowojorskiej dzielnicy w okolicy Christopher Street rozgrywają się perypetie bohaterów romansowego filmu Trick.